# Ambloplites ariommus
Ambloplites ariommus är en art i familjen solabborrfiskar som lever i sydöstra USA.

## Utseende
Ambloplites ariommus är en avlång fisk som är ihoptryckt från sidorna. Ryggfenan består av 11 styva taggstrålar, följda av 11 till 12 mjukstrålar. Analfenan har en liknande uppbyggnad med 6 till 7 taggstrålar och 10 till 11 mjukstrålar. Munnen är stor; överkäken når bakåt till mitten av ögat, som är rött till rödorange. Kroppsfärgen är vanligtvis olivgrön till ljusbrun med 2 till 4 lodräta, mörkbruna band på sidorna, tillsammans med mera oregelbundna fläckar. Rygg- anal- och stjärtfenorna är klara till ljusgula med grå och svarta fläckar. Fisken kan bli drygt 30 cm lång och väga 820 g..

## Vanor
En bottenlevande fisk som föredrar lugnt strömmande vattendrag, gärna med mjuk botten (gyttja, sand eller grus) och riklig växtlighet. Helt stillastående vatten undviker den dock. Den lever framför allt på vatteninsekter och kräftor, men tar även småfisk. Lekperioden infaller under slutet av mars till början av april. Arten kan nå en högsta ålder av 12 till 13 år.

## Utbredning
Arten finns i sydöstra USA från Georgia till Louisiana och Arkansas.

## Taxonomi
Ambloplites ariommus betraktades tidigare som en underart av klippabborre (A. rupestris), och fick inte slutgiltig status som egen art förrän 1977.